# Eclissi solare del 10 giugno 1964
L'Eclissi solare del 10 giugno 1964 è stato un evento astronomico che ha avuto luogo il suddetto giorno attorno alle ore 04.34 UTC. Tale evento ha avuto luogo nella maggior parte dei territori australiani e in alcune aree circostanti. L'eclissi del 10 giugno 1964 è stata la seconda eclissi solare nel 1964 e la 147ª nel XX secolo. La precedente eclissi solare si è verificata il 14 gennaio 1964, la seguente si è verificata il 9 luglio 1964.
Il giorno della luna nuova (novilunio), la differenza tra le distanze apparenti di luna e sole osservate sulla terra è estremamente piccola. In tale momento, se la luna si trova in prossimità del nodo lunare, cioè uno dei due punti in cui la sua orbita interseca l'eclittica, si verifica un'eclissi solare. Quando vi è assenza di ombra e la penombra raggiunge parte dell'estremità settentrionale o meridionale della terra, si verifica un'eclissi solare parziale, che si verifica quindi presso le regioni polari della Terra.

## Percorso e visibilità
Questa eclissi solare parziale poteva essere vista in quasi tutta l'Australia escluso il nord, nella maggior parte della Nuova Zelanda tranne il nord-est, alle isole Kerguelen e in una piccola parte delle aree costiere dell'Antartide vicine all'Australia.

## Eclissi correlate

### Eclissi solari 1964 - 1967
Questa eclissi è un membro di una serie semestrale. Un'eclissi in una serie semestrale di eclissi solari si ripete approssimativamente ogni 177 giorni e 4 ore (un semestre) in nodi alternati dell'orbita della Luna.